# آندریاس لینگر
آندریاس لینگر (انگلیسی: Andreas Linger؛ زادهٔ ۳۱ مهٔ ۱۹۸۱) لژسوار اهل اتریش است.